# コアウイラ州

コアウイラ州
Estado Libre y Soberano de Coahuila de Zaragoza

コアウイラ州（コアウイラしゅう、Estado de Coahuila, 正式名称: コアウイラ・デ・サラゴーサ Coahuila de Zaragoza）は、メキシコ北部に位置する州。
コアウイラ州は北部でアメリカ合衆国のテキサス州と国境で512km接する。東部はヌエボ・レオン州、南部はサン・ルイス・ポトシ州、サカテカス州と接し、西部でドゥランゴ州およびチワワ州と接する。州の領域は151,571km2で、メキシコで3番目に大きい。同州は38の自治体を含む。
標高の低い北部は夏の暑さが厳しいため、州都　サルティーヨやトレオン、モンクローバ（前州都）などの主要都市は南部の高原に位置している。北部のアメリカ=メキシコ国境にはピエドラス・ネグラス、シウダー・アクーニャなどの都市がある。 
2010年国勢調査で州の人口は2,748,366人で、50%がサルティーヨ自治体とトレオン自治体に住んでいる。

## 治安
2019年11月30日、アメリカ国境から約60km南のビヤウニオン市において、麻薬密売組織と思われる武装集団と治安部隊の銃撃戦があり、警察官や民間人を含む19人が死亡。当局は、武装集団の制圧に成功した。州知事は会見で、以前より犯罪組織がコアウイラ州への進出をはかっていたと述べ、「組織犯罪の侵入を許さない」と強調した。